# 四正勤
四正勤，也称四意斷、四正斷、四正勝（巴利文: sammappadhāna; 梵文: samyak-pradhāna,samyakprahāṇa），在三十七菩提分法中，其为四种正确修行方法的努力实践。也就是精进策励的意思，就是指以精进不懈的努力去修行，断除懈怠等障碍。

## 内容
四正勤包括四种正确的修行方法：
1. 已生恶令永断，对已生之恶，使永除断。又谓五盖等烦恼心，离五种善根故，一心勤精进，方便断除，不令更生。
2. 未生恶令不生，对未生之恶，使更不生。又谓五盖等烦恼恶法，今虽未生，后若生时，能遮五种善根故，一心勤精进，方便遮止，不令再生。
3. 已生善令增长，对已生之善使增长。又谓五种善根已生，为令增长故，一心勤精进，方便修习，令不退失。
4. 未生善令得生，对未生之善使生。又谓五种善根虽未生，为令生故，一心勤精进，方便修习，令得生。

其中五盖，即五毒（贪瞋痴慢疑），是指：贪欲盖、瞋恚盖、睡眠盖、悔盖、疑盖。
五善根则指：信根、勤根、念根、定根、慧根。